# Comté de Bong
Pour les articles homonymes, voir Bong.
Le comté de Bong est l’un des 15 comtés libériens. Gbarnga est sa capitale.

## Géographie
Le comté de Bong est situé dans le centre du pays. La principale route goudronnée traverse le comté et relie la capitale libérienne Monrovia à Sanniquellie.

## Districts
Le comté est divisé en 12 districts :
- District de Boinsen
- District de Fuamah
- District de Jorquelleh
- District de Kokoyah
- District de Kpaai
- District de Panta-Kpa
- District de Salala
- District de Sanayea
- District de Suakoko
- District de Tukpahblee
- District de Yeallequellah
- District de Zota

## Éducation
- Université Cuttington